# 联合委员会 (美国医疗组织)
联合委员会（Joint Commission），原名医疗卫生机构认证联合委员会（Joint Commission on Accreditation of Healthcare Organizations；JCAHO）、医院认证联合委员会（Joint Commission on Accreditation of Hospitals；JCAH），是一家美国芝加哥郊区奥克布鲁克特莱斯的非营利性组织 ，负责对美国医疗保健组织和项目认证。

## 历史
它创立于1951年，但到1965年其认证才开始正式起效。 《2008年患者和医疗服务提供者医疗保险改善法案》（Medicare Improvements for Patients and Providers Act of 2008）取消了其认证权限，2010年7月15日生效，直到它满足医疗保险和医疗补助服务中心（Centers for Medicare & Medicaid Services）的要求。